# Cima Brenta
La cima Brenta, culminant à 3 150 m, est le plus haut sommet du massif de Brenta dans les Alpes rhétiques méridionales, en Italie (Trentin-Haut-Adige).

## Géographie

### Situation
La cima Brenta est le point culminant du puissant chaînon qui forme la partie centrale du groupe de la Brenta entre le groupe de la Tosa au sud et celui du Grostè au nord.
La cima Brenta fait partie du massif de Brenta qui est le seul groupe dolomitique à l'ouest de la rivière Adige. Pour cette raison, ce massif n'a pas toujours été considéré comme faisant partie des Dolomites même si géologiquement il fait manifestement partie de celles-ci.
La cima Brenta fait partie du parc naturel Adamello Brenta.

### Géologie
Le massif de Brenta, auquel appartient la cima Brenta, est caractérisé par une abondance de dolomie, roche sédimentaire carbonatée.

## Premières ascensions
- août 1871 : vallon ouest-nord-ouest et la Vedretta di Brenta Superiore par Douglas William Freshfield, Francis Fox Tuckett avec le guide chamoniard François Devouassoud.
- 22 juillet 1882 : versant sud (voie normale) par Edward Theodore Compton, Antonio Dallagiacoma, Alberto de Falkner, Matteo Nicolussi.
- 25 juillet 1894 : versants nord et est (voie normale nord) par Carlo Garbari, Bonifacio Nicolussi, Beppo Zeni.
- 15 août 1934  : face nord-est (voie Detassis) par Bruno Detassis, Ulisse Battistata et Enrico Giordani.
- 27 juillet 1947 : face est, voie Detassis-Stenico par Bruno Detassis, Marino Stenico, Carlo Sebastiani et Marco Franceschini.
- 1964 : paroi est, voie Verona par Francesco Baschera, Claudio Dal Bosco et Milo Navasa.

## Activités

### Alpinisme
- Voie normale versant sud : PD.
- Voie Detassis-Stenico : ED-.
- Voie Verona : ED.

### Via ferrata
Via ferrata Oliva Detassis : considérée comme une des plus difficiles des Dolomites. Elle permet d'atteindre le sommet de la cima Brenta.

### Accès
- Refuge Tuckett et Sella (2 272 m).
- Refuge Brentei (2 182 m).